# Breyten Breytenbach
Breyten Breytenbach (Bonnievale, 16 september 1939 – Parijs, 24 november 2024) was een Zuid-Afrikaans schrijver, dichter en schilder met de Franse nationaliteit.

## Levensloop en werk
Breytenbach is geboren in Bonnievale, een dorp in de West-Kaap, op ongeveer 180 kilometer van Kaapstad en 100 kilometer van de zuidelijkste punt van Afrika bij Kaap Agulhas. Hij volgde een kunstopleiding aan de Michaelis School of Fine Art van de Universiteit van Kaapstad en werd een felle tegenstander van de apartheid. In de jaren 60 van de 20e eeuw vestigde hij zich in Parijs, waar hij met een Franse vrouw van Vietnamese afkomst trouwde. Vanwege de toenmalige rassenwetgeving in Zuid-Afrika kon hij daardoor niet meer terug naar zijn geboorteland. Op grond van de Wet op de Gemengde Huwelijken (1949) en de Ontuchtwet van 1950 was het een misdrijf om een seksuele verhouding met iemand van een ander ras te hebben.
In Frankrijk was hij medeoprichter van Okhela, een groep witte activisten die in ballingschap de apartheid bestreed. Hij bezocht in 1975 illegaal Zuid-Afrika en werd daar verraden, in hechtenis genomen en met veel vertoon in een “terrorismeproces” tot negen jaar gevangenisstraf veroordeeld voor hoogverraad. Na veel druk van buitenaf werd hij uiteindelijk in 1982 vrijgelaten. Hij keerde naar Parijs terug “waar president François Mitterrand hem tot Frans staatsburger verklaarde”.
Vanaf 2004 verdeelde hij zijn tijd tussen Europa, Afrika en de Verenigde Staten. Hij was vanaf januari 2000 gastdocent psychologie aan de Universiteit van Kaapstad en hij was betrokken bij het Gorée-instituut in Dakar, Senegal en de Universiteit van New York.
Breytenbachs werk omvat dichtbundels, romans en essays. Veel daarvan is in het Afrikaans, met soms een vertaling in het Engels. Een groot deel van zijn werken is uit het Afrikaans of het Engels in het Nederlands vertaald door Adriaan van Dis en anderen. Er is echter ook werk dat oorspronkelijk in het Engels uitgegeven is. Hij is ook bekend als schilder. Tentoonstellingen van zijn schilderijen en afdrukken vonden plaats in Johannesburg, Kaapstad, Hongkong, Amsterdam, Stockholm, Parijs, Brussel, Edinburgh en New York.
Breytenbach overleed in november 2024 op 85-jarige leeftijd.

## Prijzen
- 1968 - Reina Prinsen Geerligsprijs voor Zuid-Afrika voor Die huis van die dowe
- 1972 - Lucy B. en C.W. van der Hoogtprijs voor Lotus
- 1981 - Poetry International Eregeld
- 1982 - Eenmalige bijzondere prijs van de Jan Campert-stichting voor zijn gehele oeuvre
- 1994 - Alan Paton Award voor Return to Paradise
- 1995 - Jacobus van Looyprijs voor zijn gehele oeuvre
- 2014 - Eredoctoraat Universiteit Gent

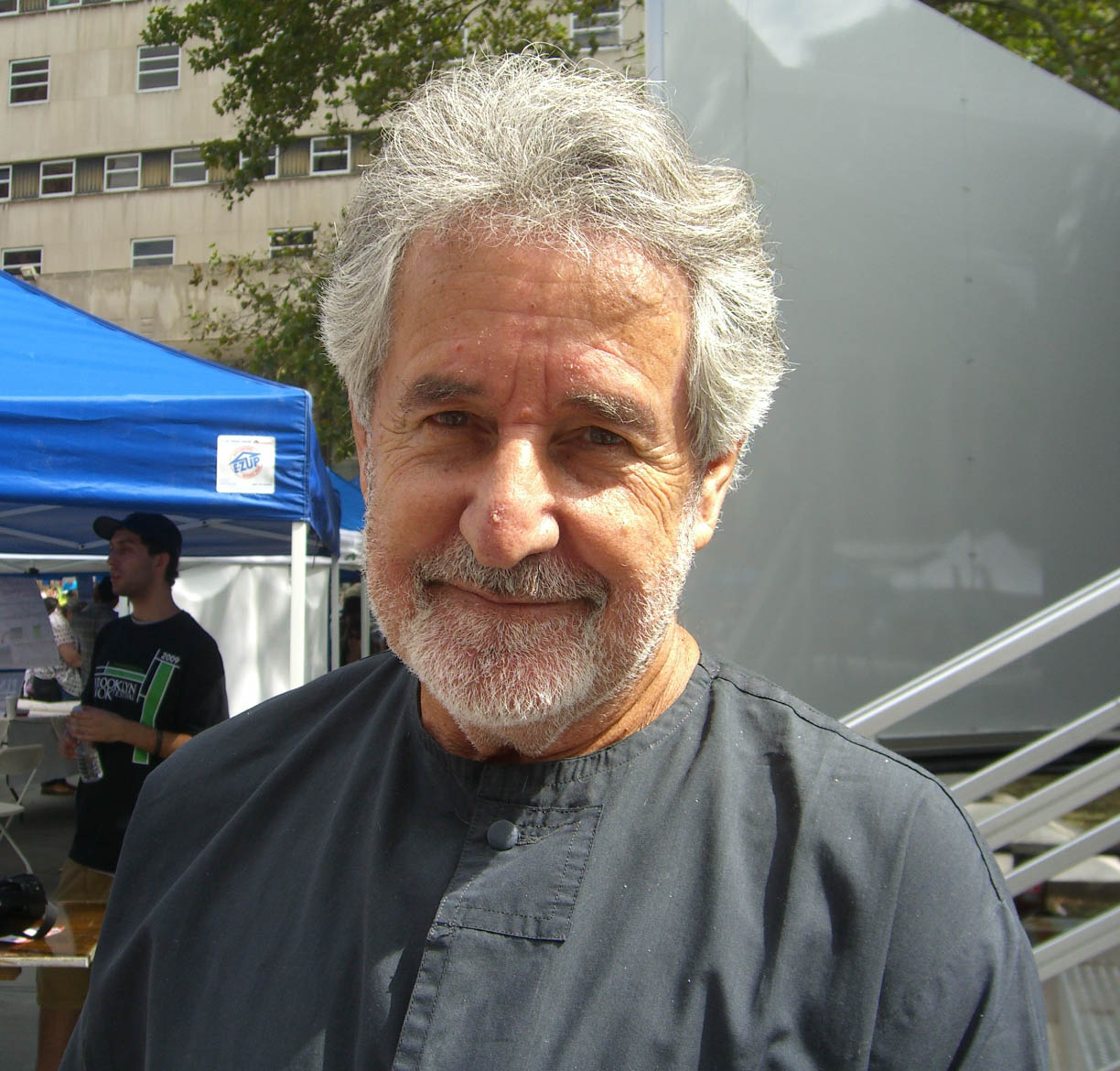
Breyten Breytenbach, 2009

## Publicaties (Nederlandse vertalingen, selectie)
- De boom achter de maan. Verhalen. Vertaling Adriaan van Dis en Jan Louter. Amsterdam, Van Gennep, 1974. ISBN 90-6012-223-2
- Een seizoen in het paradijs. Dagverhaal, nachttaal. Binnenreis, geschreven met gesloten ogen. (Onder pseudoniem B.B. Lazarus).  Woord vooraf van André Brink. Vertaald door Adriaan van Dis en Hans Ester. Amsterdam, Meulenhoff, 1980. ISBN 90-290-1061-4 (4e druk 1984: ISBN 90-290-1629-9)
- Vingermaan. Tekeningen uit Pretoria. Tekeningen van Breyten Breytenbach, gedichten van H.C. ten Berge, Rutger Kopland, Gerrit Kouwenaar, Lucebert en Bert Schierbeek. Amsterdam, Meulenhoff / Galerie Espace, 1980. ISBN 90-290-1343-5
- Spiegeldood. Verhalen uit Mouroir. Vertaald door Gerrit de Blaauw. Amsterdam, Meulenhoff, 1984. ISBN 90-290-1604-3
- De ware bekentenissen van een witte terrorist, gevolgd door kanttekeningen, tien gedichten en het Okhela-manifest. Vertaling door Gerrit de Blaauw en Adriaan van Dis. Amsterdam, Van Gennep, 1984. ISBN 90-6012-587-8
- Terugkeer naar het paradijs. Een Afrikaans dagboek. Vertaald door Mea Flothuis. Amsterdam, Van Gennep & Meulenhoff, 1993. ISBN 90-6012-920-2
- Denkend vuur (essays). Vertaling Maarten Polman. Amsterdam, Meulenhoff / Van Gennep, 1996. ISBN 90-290-4655-4
- Hondenhart. Een terugreis. Vertaald uit het Engels door Ellen Beek. Amsterdam, Meulenhoff, 1999. ISBN 90-290-5644-4
- De windvanger. Gedichten 1964-2006.  Vertalingen: Krijn Peter Hesselink, Laurens Vancrevel en Adriaan van Dis. Amsterdam, Podium, 2007. ISBN 978-90-5759-187-7
- Intieme vreemde. Een schrijfboek (aan mevrouw Lezeres). Vertaling: Krijn Peter Hesselink. Amsterdam, Podium, 2006. Deel 1 van The middle world quartet. ISBN 978-90-5759-341-3
- Woordvogel. Gedenkschriften van een nomadische romanfiguur. Vertaling: Krijn Peter Hesselink. Amsterdam, Podium, 2008. Deel 2 van The middle world quartet. ISBN 978-90-5759-188-4
- Berichten uit de middenwereld. Vertaling: Krijn Peter Hesselink. Amsterdam, Podium, 2010. Deel 3 van The middle world quartet. ISBN 978-90-5759-502-8
- In de loop van de woorden. Gedichten. Vertaling: Laurens Vancrevel, Uitgeverij Koppernik, Amsterdam 2015. ISBN 978-94-923-1300-3

## Overig
Mondmusiek (2001) was een project van Breytenbach waarin hij gedichten van zestien andere dichters voordroeg met op de achtergrond muziek van verschillende muzikanten.